# 奧爾登齊 (赫梅利尼茨基州)
49°44′56″N 26°36′22″E / 49.74889°N 26.60611°E
奧爾登齊（羅馬化：Ordyntsi）是位於烏克蘭西部的村莊，由赫梅利尼茨基州裡赫梅利尼茨基區的泰奧菲波爾市鎮負責管轄。該村始建於1601年，面積1.304平方公里，海拔高度293米，2001年人口424。